# یوزف زوس اوپنهایمر
یُزِف زوس اُپِنهایمر (انگلیسی: Joseph Süß Oppenheimer) (۱۶۹۸-۱۷۳۸)؛ بانکدار یهودی اهل آلمان و یهودی دربار دوک کارل الکساندر بود. او برادرزادهٔ بانکدار معروف، ساموئل اپنهایمر، بود. اپنهایمر دارای دشمنان زیادی بود که برخی از آنها برای کشتن او توطئه کردند. زندگی اپنهایمر درون‌مایهٔ فیلم یهودستیزانهٔ «زوسِ یهودی» در آلمان نازی بود.

## زندگی‌نامه
او به عنوان «یهودیِ دربارِ» دوک کارل الکساندر دوک وورتمبرگ بود. اتهامات بسیار زیادی در این شغل متوجه او بود. او متهم بود که ارزش سکه را کمتر کرده است، زمین‌های تولیدکنندگانی که نتوانسته بودند وام خود را پس دهند ضبط کرده و به فروش رسانده است، مالیاتِ ثروت را سه برابر کرده است، مالیاتِ خارجیان را لغو کرده است، انحصار بر قهوه، آبجو و تنباکوی شرکت‌های خارجی ایجاد کرده است، پست‌های دولتی را به بالاترین پیشنهاد فروخته است و سیستم قضایی را فاسد کرده است. به همین دلیل، دشمنان بسیار زیادی داشت که بیشترشان در بین مسیحیان کاتولیک بودند.

## محاکمه
بعد از اینکه پشتیبان او، کارل الکساندر، در سال ۱۷۳۷ از دنیا رفت، اپنهایمر بلافاصله دستگیر شد و به بسیاری فسادهای مالی متهم شد. یهودیان تلاش کردند با پرداخت پول او را نجات دهند ولی موفق نشدند.
پس از محاکمه‌ای طولانی، او به اعدام محکوم شد. وقتی از او در لحظهٔ آخر خواسته شد که به مسیحیت بگرود، آن را رد کرد.
در ۴ فوریهٔ ۱۷۳۸، به او آخرین فرصت گرویدن به مسیحیت داده شد و چون آن را رد کرد، اعدام شد. در واپسین دم، دعایِ یهودیِ «بشنو اسرائیل: خداوند، پروردگارِ ما، خداوندِ یکتاست» را بر زبان آورد. بیزاری از او در میان مردم آن چنان فراوان بود که جسد او در یک قفس پرنده قرار گرفت که در بیرون اشتوتگارت به مدت ۶ سال آویزان بود تا زمانیکه کارل اُیگِن به سرکار آمد و جسد او را دفن کرد.